# Šušnjevica
Šušnjevica is een plaats in de gemeente Kršan in de Kroatische provincie Istrië. De plaats telt 75 inwoners (2001).